# سرزمین مردگان
سرزمین مردگان (انگلیسی: Land of the Dead) فیلمی در ژانر ترسناک پسارستاخیزی به کارگردانی جرج رومرو است که در سال ۲۰۰۵ منتشر شد.

## خلاصه فیلم
تمام دنیا به تسخیر مردگان متحرک درآمده و آخرین انسان‌های بازمانده در یک شهر حصارکشی شده زندگی می‌کنند. اما این شهر دیگر امنیت سابق خود را ندارد؛ زیرا نیروهای شورشی قصد دارند رهبر این شهر را سرنگون سازند و از طرف دیگر زامبی‌ها رفته رفته به موجودات باهوش‌تری تبدیل شده‌اند و نگه داشتن آن‌ها پشت حصارها کار ساده‌ای نیست...

## بازیگران
- سایمون بیکر
- دنیس هاپر
- آزیا آرجنتو
- رابرت جوی
- جان لگویزمائو
- تام ساوینی
- سایمون پگ
- ادگار رایت
- دوون بوستیک
- پیتر اوتربریج
- شان رابرتز
- ریچارد کلارکین